# National Union of Mineworkers
Die National Union of Mineworkers (NUM) ist eine britische Gewerkschaft. Die Gewerkschaft ging 1945 aus einer Reorganisation der Miners’ Federation of Great Britain (MFGB) hervor. Sie wurde 20 Jahre lang von Arthur Scargill geführt, bevor Ian Lavery 2002 die Führung übernahm. Scargill war danach Ehrenvorsitzender. Der Bergbau fuhr in Großbritannien (wie auch z. B. in der Bundesrepublik) schon lange große Verluste ein und konnte nur mittels staatlicher Subventionen weiter betrieben werden. Premierministerin Margaret Thatcher bewirkte während ihrer Amtszeit (Mai 1979 bis November 1990), dass der Bergbau in Großbritannien fast völlig eingestellt wurde. Seitdem ist die NUM politisch fast bedeutungslos.
Die einzelnen Bergarbeitergewerkschaften, die in der Föderation zusammengeschlossen waren, waren im späten 19. und frühen 20. Jahrhundert die größten und mächtigsten Gewerkschaften Großbritanniens und übten einen erheblichen Einfluss auf die Gewerkschaftsbewegung im Land aus. Unter anderem vertraten sie das Ziel, eigene Gewerkschaftskandidaten zu Unterhauswahlen aufzustellen und erlangten so 1874 die ersten Sitze im Unterhaus für Mitglieder der Arbeiterklasse.

## Arbeitskämpfe

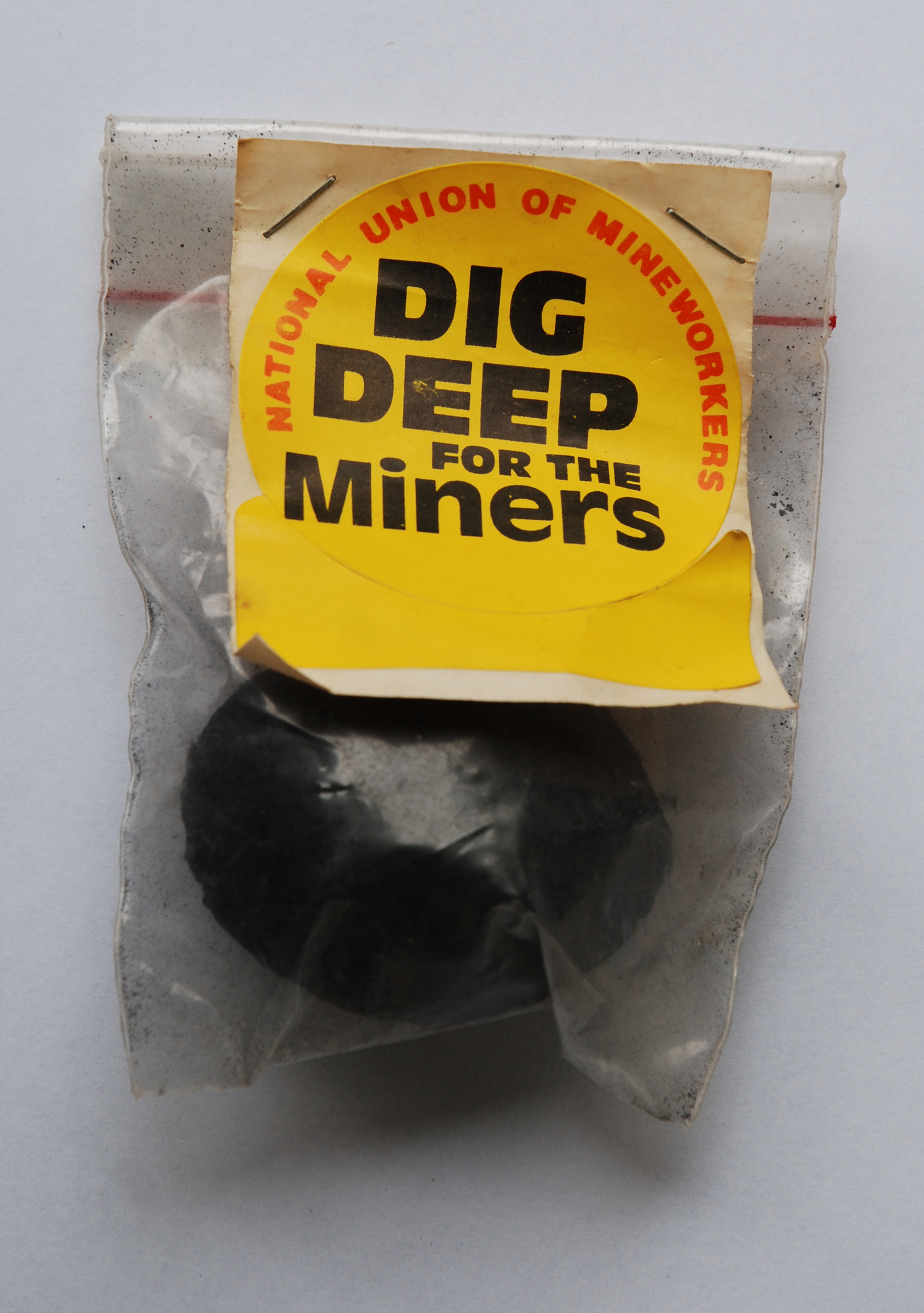
Solidaritätspäckchen der NUM zum Streik 1984

Im Britischen Bergarbeiterstreik 1984/1985 konnte sich die NUM nicht gegen Thatcher bzw. ihre Politik durchsetzen. Auch die übrigen britischen Gewerkschaften erkannten daraufhin, dass sie dies nicht konnten.
Wichtige Arbeitskämpfe in der Geschichte der Gewerkschaft waren:
- National Miners’ Strike, 1912
- Streiks in Südwales, 1915
- Schwarzer Freitag, 1921
- Roter Freitag, 1925
- Generalstreik, 1926
- Bergarbeiterstreik 1973; er führte zum Rücktritt von Premierminister Edward Heath (=> Britische Unterhauswahlen Februar 1974)
- Bergarbeiterstreik 1984/1985; sein ergebnisloses Ende gilt als eine vernichtende Niederlage

## Präsidenten
- 1889: Ben Pickard
- 1904: Enoch Edwards
- 1912: Robert Smillie
- 1922: Herbert Smith
- 1929:
- 1931: Ebby Edwards
- 1932:
- 1938: Joseph Jones
- 1939: Will Lawther
- 1954: Ernest Jones
- 1960: Sidney Ford
- 1971: Joe Gormley
- 1982: Arthur Scargill (seit 2002 Ehrenpräsident, 2010 wegen politischer Differenzen ausgeschlossen)
- 2002: Ian Lavery

## Vizepräsidenten
- 1889: Sam Woods
- 1909: Robert Smillie
- 1912:
- 1917: Herbert Smith
- 1922: Stephen Walsh
- 1924:
- 1929: Ebby Edwards
- 1930:
- 1933: S. O. Davies
- 1934: Will Lawther
- 1939: Jim Bowman
- 1950: Ernest Jones?

- 1972: Mick McGahey
- 1987: Sammy Thompson
- 1989: vakant
- 1992: Frank Cave
- 2002: Keith Stanley

## Generalsekretäre
- 1889: Thomas Ashton
- 1919: Frank Hodges
- 1924: A. J. Cook
- 1932: Ebby Edwards
- 1946: Arthur Horner
- 1959: Will Paynter
- 1968: Lawrence Daly
- 1984: Peter Heathfield
- 1992:
- 2002: Steve Kemp